# 보릴
보릴(불가리아어: Борил)은 1207년에서 1218년까지 불가리아의 차르로 재위하였다. 그는 칼로얀의 이름이 알려지지 않은 여동생의 아들이었다.

## 생애
1207년 칼로얀이 테살로니키 성벽 앞에서 살해당한 것에 보릴이 개입하였는지는 불확실하지만, 칼로얀이 의도하고 있던 후계자였던 그의 조카 이반 아센과 알렉산더르가 보릴의 왕위 계승 이후 첫번째는 쿠만족에게로, 이후에는 갈리치아로 망명하였다. 보릴은 칼로얀의 미망인 안나와 결혼하였다.
칼로얀의 대외 정책을 계승하려던 보릴의 시도는 실패하였다. 그의 치세 초반, 그의 가족 구성원들 중에서 그에게 반발하는 사람들이 등장하였다. 그의 동생인 스트레즈는 세르비아의 스테판 네마니치의 지원을 받아 프로세크의 요새를 점령하였다. 보릴의 사촌인 알렉시 슬라브는 피린산맥 근처에서 멜리크를 수도로 정하여 독립을 선포하였다. 1208년 보릴은 보루이 전투에서의 처음의 성공에도 불구하고 라틴 제국의 황제 앙리에게 패배하면서 상황은 더 나빠졌다. 그리하여 북부 트라키아와 로도피 지역의 요새들은 라틴 제국령이 되었다. 1209년 스트레즈는 세바스토크라토르 칭호를 받았고 1214년 죽을 때까지 보릴의 동맹이 되었다. 그 동안 1211년(다른 자료에서는 1213년) 비딘에서 4명의 쿠만족 귀족들이 반란을 일으켰다. 보릴은 혼자서 이에 대처할 수 없었고, 세르비아와 라틴 제국도 도와줄 것 같지 않았으며, 분열된 국내의 귀족들도 그를 도울 수 없었다. 유일하게 도움을 요청할 수 있는 것은 헝가리 뿐이었다. 시비우의 요아힘 백작이 이끄는 군대는 반란군을 격파하고 비딘을 점령하였다.
1211년 보릴은 터르노보에서 종교 회의를 개최하였고, 1111년 알렉시오스 1세 때 개최되었던 공의회를 기념하면서 보고밀주의를 비난하였다. 이와 함께 보릴은 칼로얀의 딸인 마리아를 라틴 제국의 앙리와 결혼시키면서 많은 선물을 보냈다. 또한 보릴은 헝가리와도 혼인 관계를 통한 친선을 도모하였지만 실행되지 않았다.

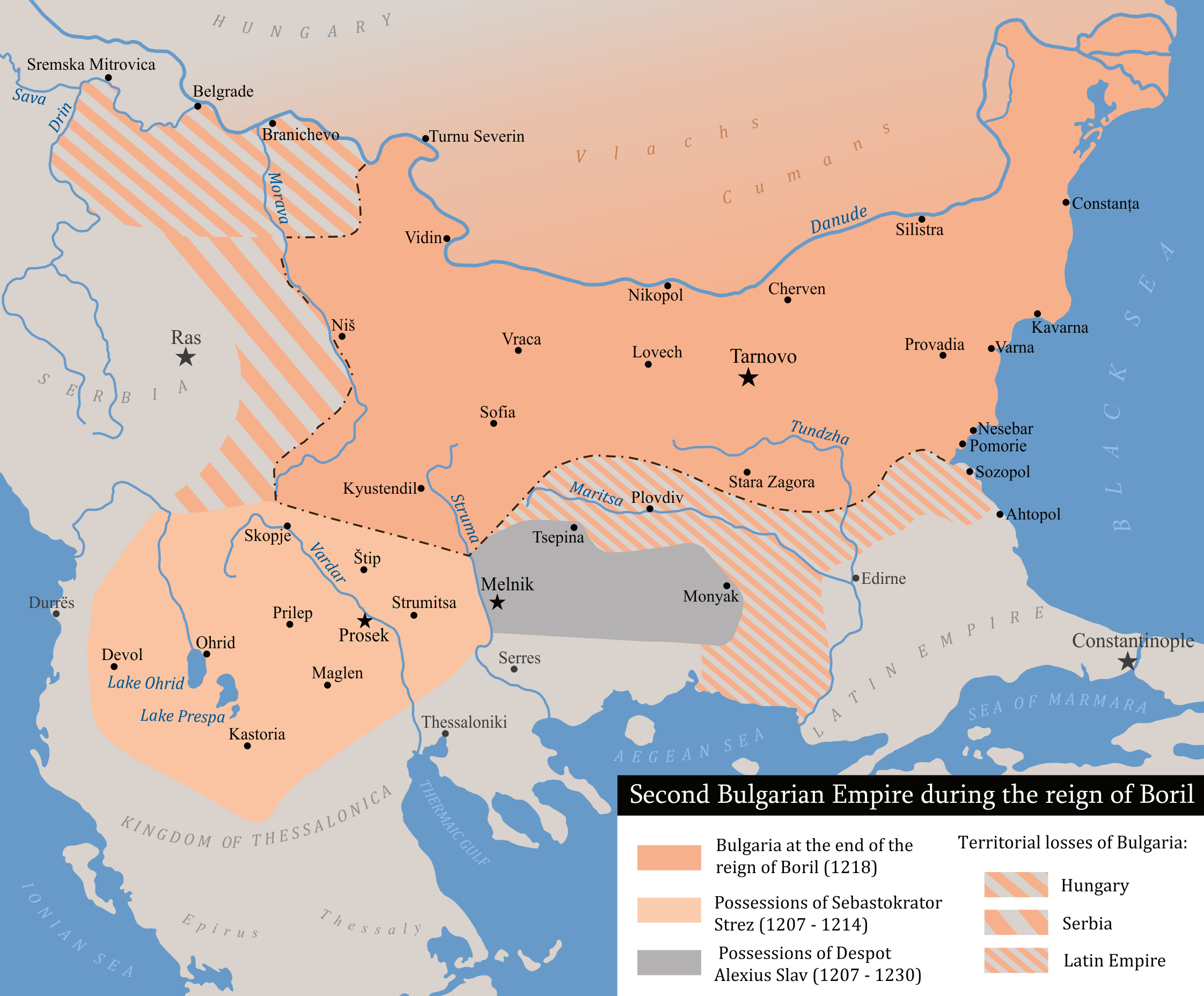
Bulgaria under Boril (1207-1218)

라틴 제국, 헝가리, 에페이로스 공국과의 동맹은 보릴을 세르비아와의 전쟁에 끌어들였지만, 보릴은 특히 1214년(혹은 1215년) 그의 동생 스트레즈가 살해당한 후 어떠한 진전도 보지 못하였다. 1216년 앙리가 사망하고 헝가리의 언드라시 2세는 제5차 십자군에 참가하였고, 보릴은 강력한 동맹군을 잃었다. 1217년 혹은 1218년 보릴의 사촌 이반 아센이 돌아와 보릴을 패배시켰고, 보릴은 터르노보에 고립되었다. 7달 간의 포위 끝에 보릴은 수도에서 도망쳤고, 터르노보의 주민들은 이반 아센에게 항복하였다. 보릴은 탈출하는 동안 붙잡혔고, 눈이 뽑힌 뒤 수도원으로 보내졌다.